# 川名駅
川名駅（かわなえき）は、愛知県名古屋市昭和区広路通8丁目にある、名古屋市営地下鉄鶴舞線の駅である。駅番号はT13。

## 歴史
開業前は仮称を山中駅としていたが、地元住民が反発し、市議会に名称変更の請願が出される事態となり、最終的には川名駅として開業することとなった。
- 1977年（昭和52年）3月18日：開業。
- 2008年（平成20年）：バリアフリー化工事が完了し、地上-コンコース、コンコース-各ホームをそれぞれ結ぶエレベーターが設置される。

## 駅構造
相対式ホーム2面2線を有する地下駅。
当駅は、鶴舞線駅務区八事管区駅が管轄している。

### のりば
| ホーム | 路線   | 行先                     |
| ------ | ------ | ------------------------ |
| 1      | 鶴舞線 | 八事・赤池・豊田市方面   |
| 2      | 鶴舞線 | 伏見・上小田井・犬山方面 |

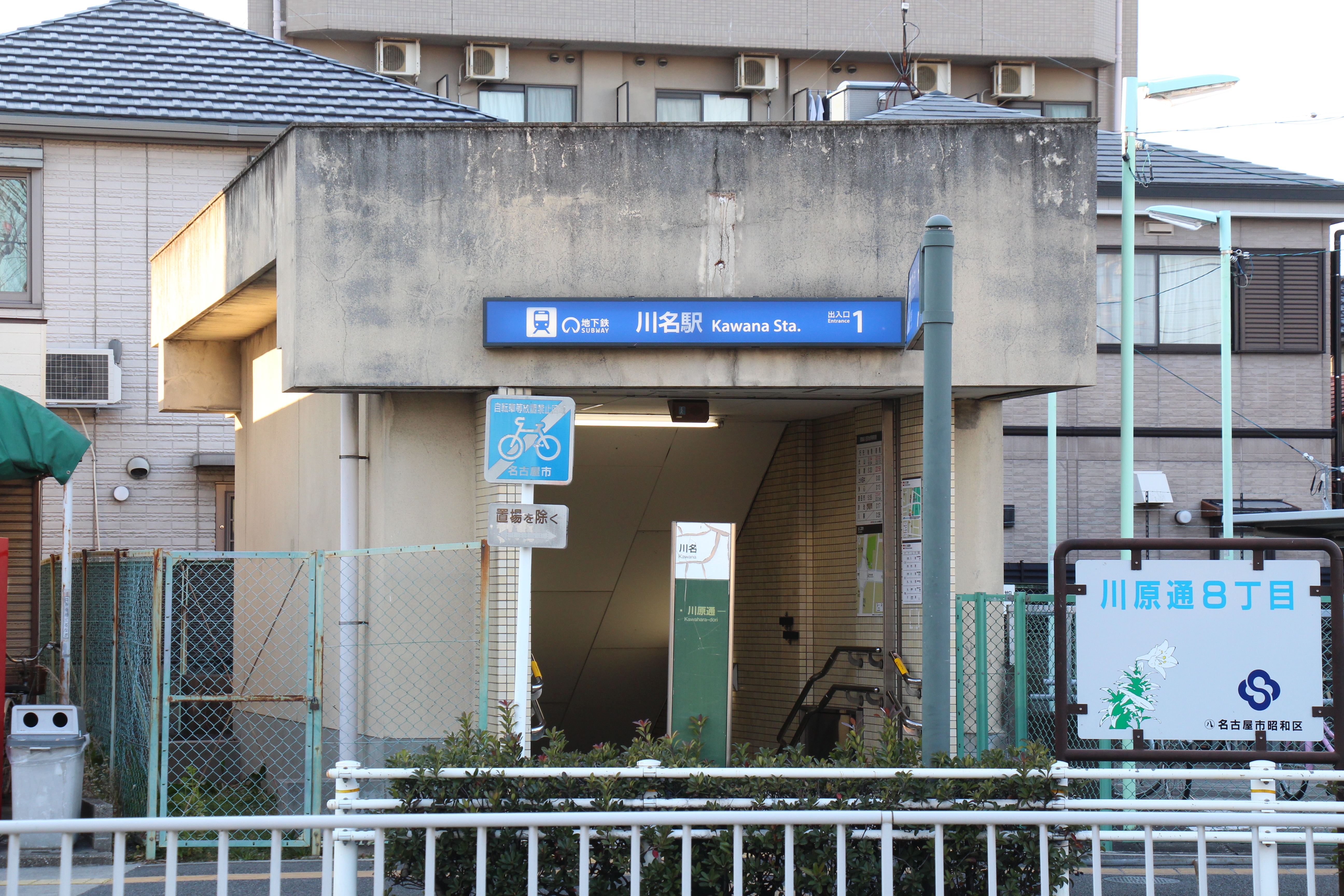
1番出入口（2020年2月）
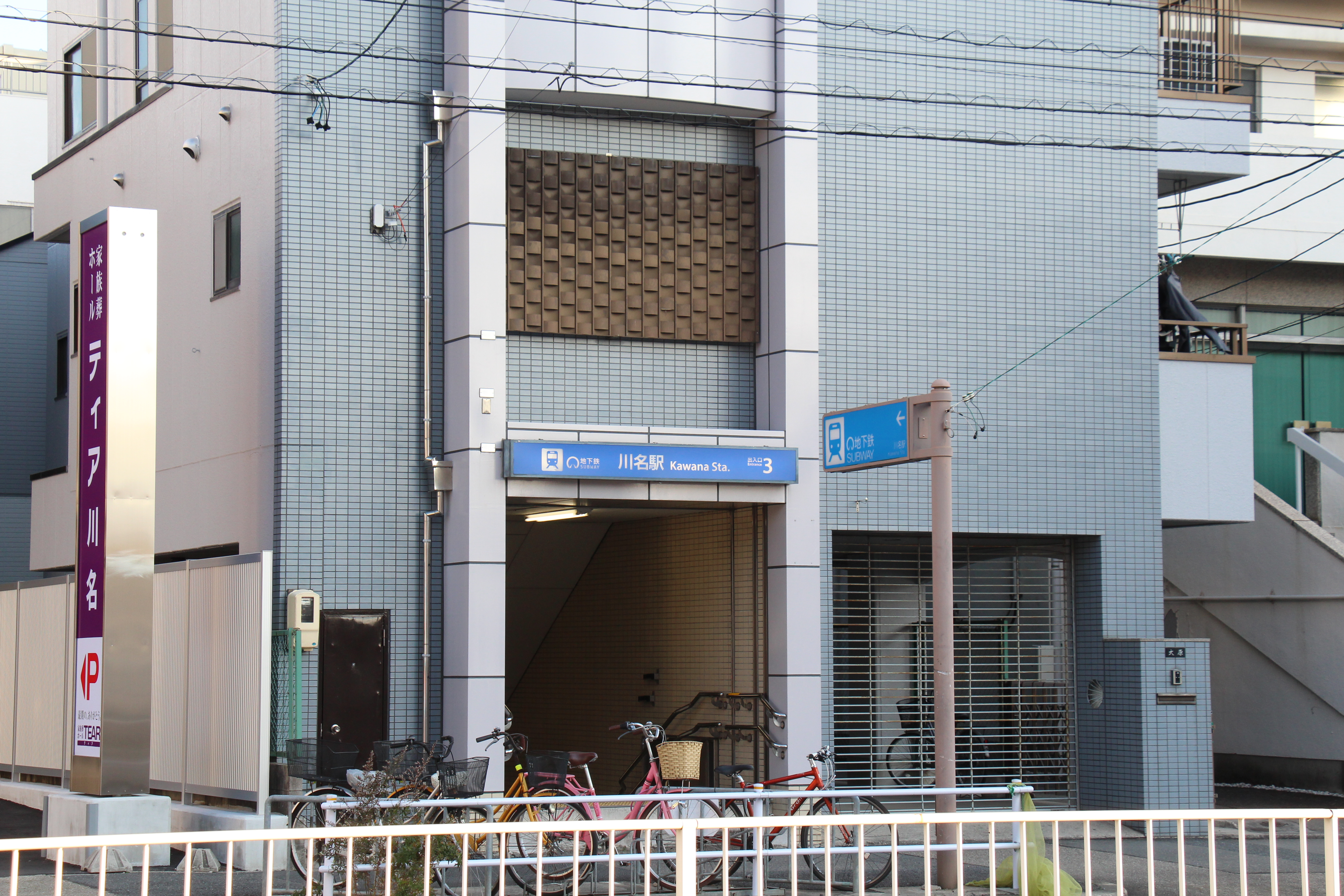
3番出入口（2020年2月）
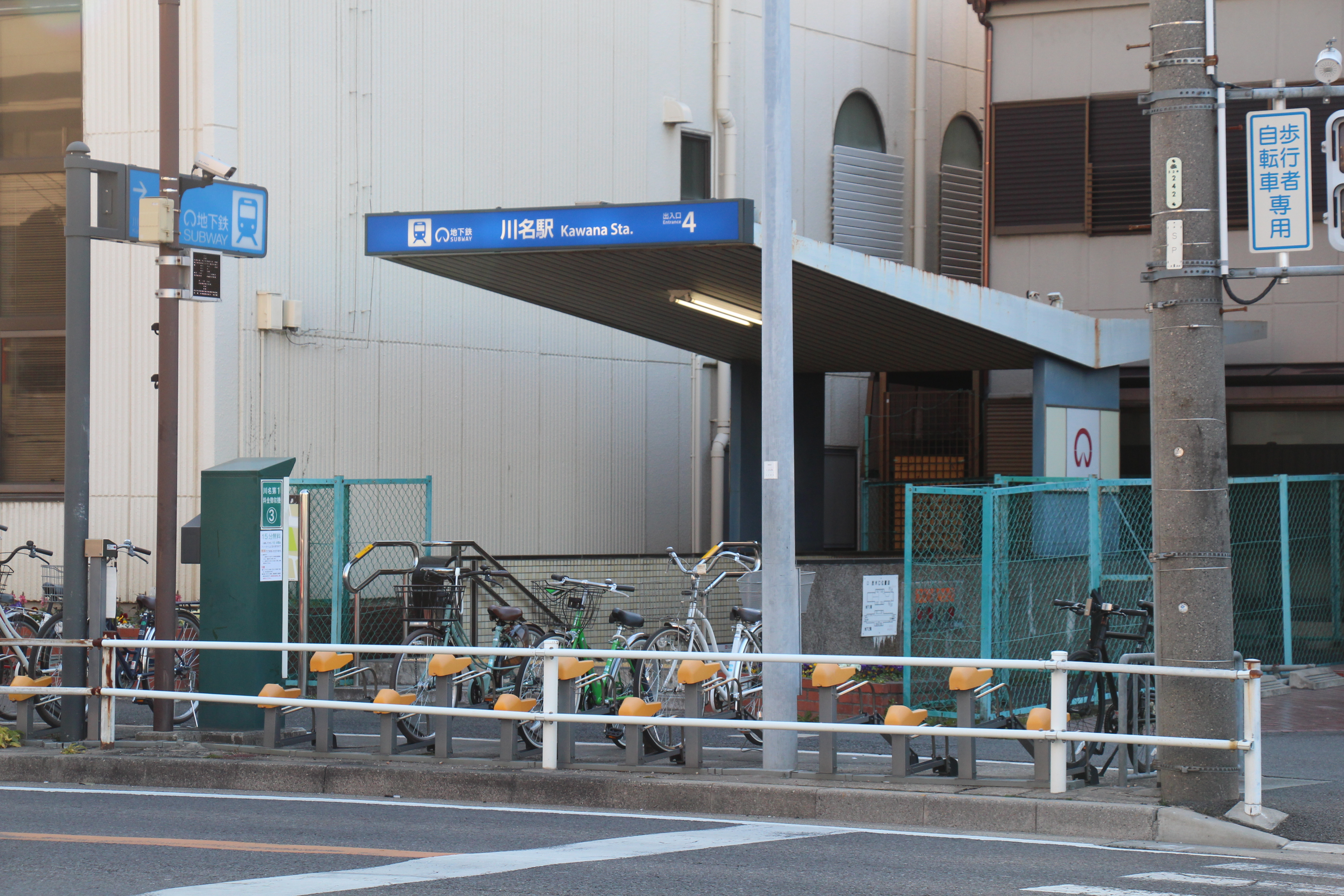
4番出入口（2020年2月）
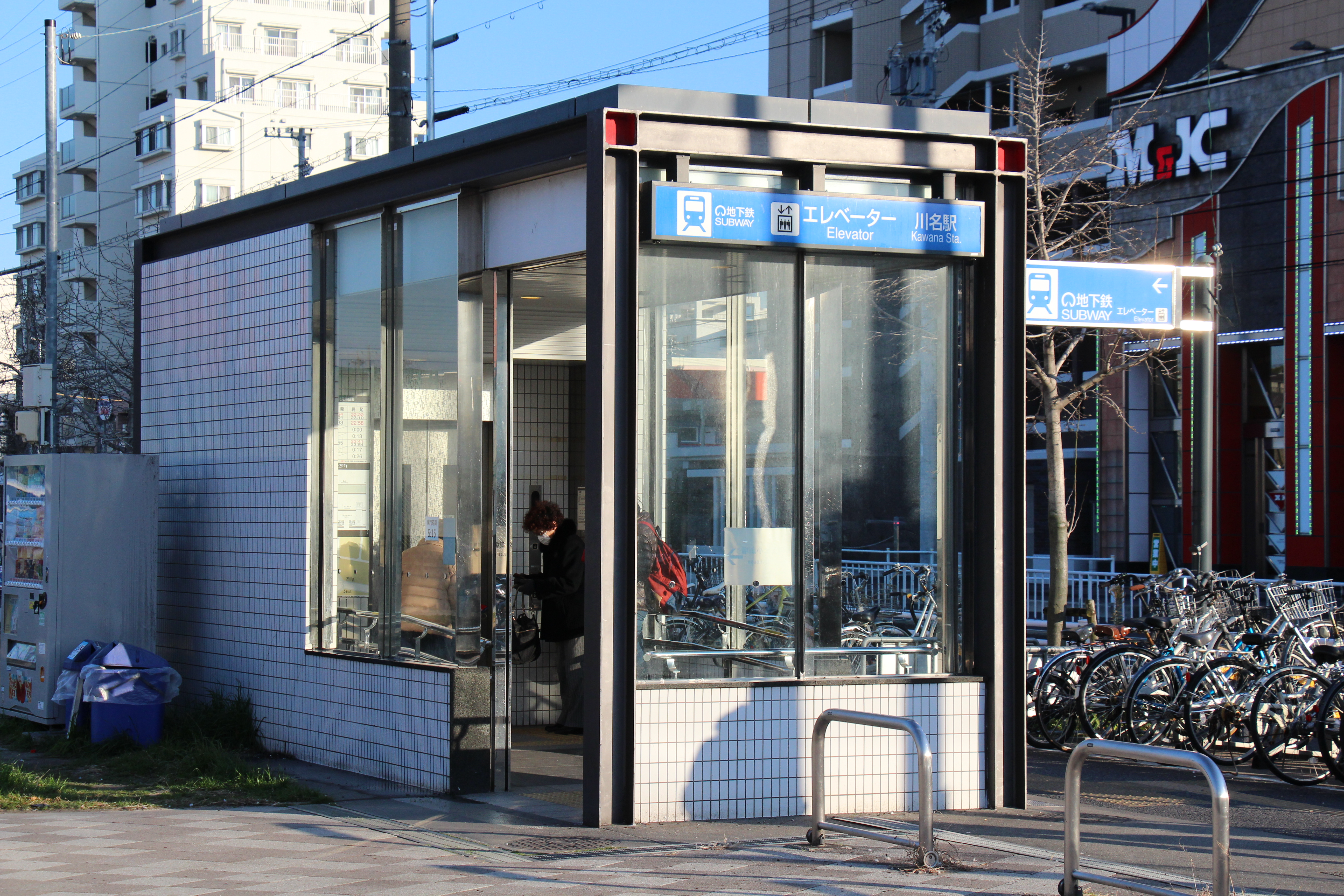
エレベーター地上側（2020年2月）

## 利用状況
名古屋市統計年鑑によると、当駅の一日平均乗車人員は以下の通り推移している。（2000年（平成12年）度以前の乗車人員には福祉対策分が含まれていない。）
- 1987年度 5,252人
- 1988年度 4,906人
- 1989年度 4,882人
- 1990年度 4,606人
- 1991年度 4,987人
- 1992年度 5,097人
- 1993年度 4,963人
- 1994年度 4,503人
- 1995年度 4,690人
- 1996年度 4,685人
- 1997年度 4,635人
- 1998年度 4,731人
- 1999年度 4,339人
- 2000年度 4,237人
- 2001年度 4,590人
- 2002年度 4,822人
- 2003年度 4,617人
- 2004年度 4,528人
- 2005年度 4,776人
- 2006年度 4,887人
- 2007年度 4,864人
- 2008年度 4,984人
- 2009年度 4,724人
- 2010年度 4,616人
- 2011年度 4,789人
- 2012年度 4,968人
- 2013年度 5,191人
- 2014年度 5,270人
- 2015年度 5,454人
- 2016年度 5,708人
- 2017年度 5,945人
- 2018年度 6,073人
- 2019年度 6,100人

## 駅周辺
- 川名公園
  - 名古屋市昭和文化小劇場[3]
  - 昭和警察署 川名交番
- 名古屋市児童福祉センター
- 愛知県昭和警察署
- 川原神社
- 法光寺
- 法音寺
- 桑山美術館
- メガネの愛眼 川原通店
- マックスバリュ 川原店
- DCM 川原店
- 三十三銀行 川名支店
- 名古屋銀行 川原通支店
- 名古屋市立駒方中学校
- 名古屋市立広路小学校
- 愛知県道30号関田名古屋線
- 国道153号
- 飯田街道（愛知県道56号名古屋岡崎線）
- 山王通（名古屋市道山王線）
- 八熊通（愛知県道29号弥富名古屋線）
- 山崎川

## バス路線
名古屋市営バス「山中」バス停
- 栄18：栄～昭和文化小劇場～山中～妙見町
- 八事12：千種駅前～山中～杁中～八事～島田一ツ山
- 昭和巡回：御器所通～鶴舞公園～金山～御器所通～昭和文化小劇場～山中～名古屋大学

名古屋市営バス「昭和文化小劇場」バス停
- 栄18：栄～昭和文化小劇場～山中～妙見町
- 金山11：池下～昭和文化小劇場～桜山～金山
- 昭和巡回：御器所通～鶴舞公園前～金山～御器所通～昭和文化小劇場～山中～名古屋大学

## 隣の駅
名古屋市営地下鉄
 鶴舞線
御器所駅 (T12) - 川名駅 (T13) - いりなか駅 (T14)